# Alfredo Catalani
Alfredo Catalani (Lucca, 19 giugno 1854 – Milano, 7 agosto 1893) è stato un compositore italiano.

## Biografia
(Giovanni Pascoli)

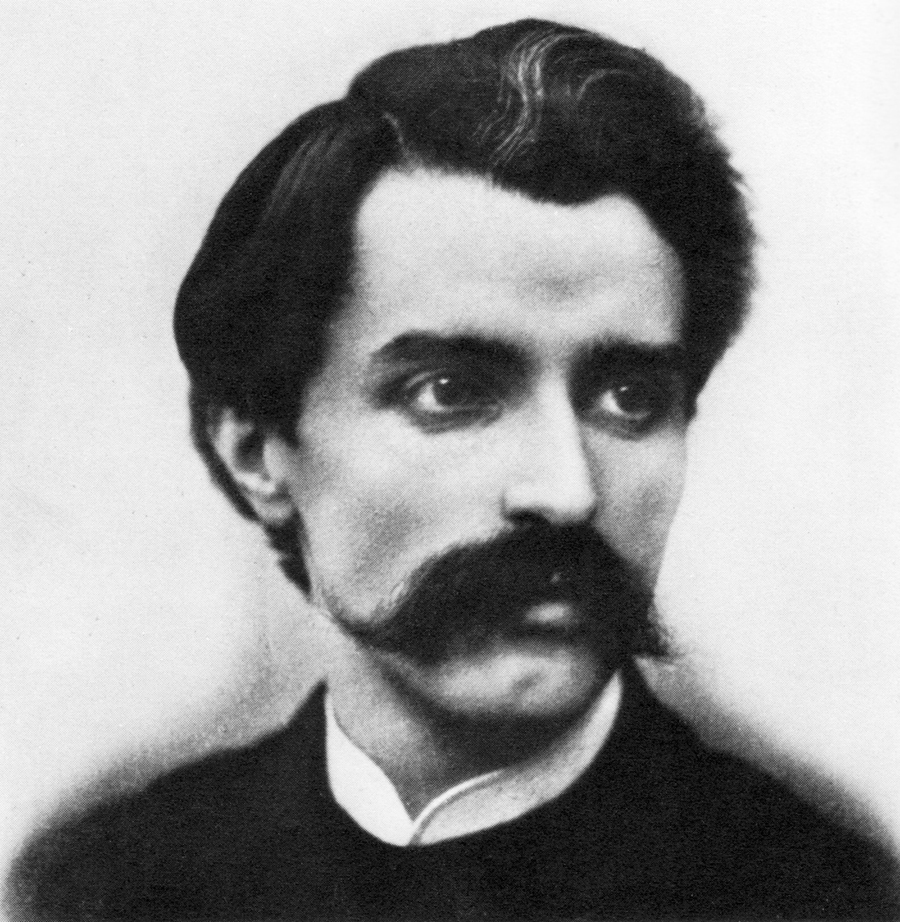
Alfredo Catalani

Apparteneva a una nota famiglia di musicisti ed era figlio di un maestro di musica (allievo di Giovanni Pacini), dal quale ebbe i primi insegnamenti. La madre, invece, era direttrice di un collegio.
Iniziò a studiare nella sua città natale, presso l'Istituto Musicale Pacini (oggi Boccherini), avendo tra i docenti Fortunato Magi (zio di Giacomo Puccini), poi a Parigi, con François-Emmanuel-Joseph Bazin, e infine al Conservatorio di Milano, con Antonio Bazzini. Proprio a Milano, terminati gli studi, Catalani si mise in vista presentando un breve lavoro eccentrico e vigoroso intitolato La falce, egloga araba per due voci e coro su libretto di Arrigo Boito. Ne fu entusiasta, in particolare, il critico Filippo Filippi. Poco tempo dopo, il pittore Tranquillo Cremona, ispirato da un incontro casuale fra Catalani e Lisetta Cagnoli (cognata di Tranquillo Cremona) nel suo studio, ritrasse entrambi in un dipinto tardoromantico conosciuto come L'Edera. Il quadro rappresenta la fine di un amore, ma finirà col diventare il simbolo della morte prematura del musicista, occorsa per un aggravamento della tisi (allora incurabile) di cui soffriva.
Dopo il felice esordio de La falce (1875), Catalani (che nel frattempo si era stabilito a Milano) si mosse in una cornice vicina alla scapigliatura milanese e agli artisti più progressisti, tenendo conto, oltre che della lezione di Richard Wagner, del rinnovamento sinfonico e del dramma lirico francese. Ma da questo impegno scaturirono solo alcune opere, considerate unanimemente secondarie dalla critica: la mal riuscita Elda (1880), rappresentata in una versione modificata di Carlo Pedrotti (la partitura originale non è mai stata eseguita), Dejanice (1883) ed Edmea (1886). Dejanice fu tuttavia lodata dal giovane Giacomo Puccini. Tra Dejanice ed Edmea si colloca l'originale esperimento di Ero e Leandro, poema sinfonico ispirato al modello lisztiano, eseguito nel 1885. Catalani, intanto, si avvicinava sempre più a certe atmosfere nordiche, dalle quali scaturì la sua opera successiva: Loreley (rifacimento di Elda), composta nel 1886/87.
Nell'aprile del 1888 (dopo una faticosa disputa) ottenne la cattedra di composizione presso il Conservatorio di Milano, mentre nel maggio del medesimo anno avvenne la fusione tra l'editrice Lucca (fino a quel momento detentrice dei diritti di Catalani) e l'editore Giulio Ricordi, che perciò diventerà il possessore delle opere catalaniane.
Nel 1889 si fidanzò ufficialmente con una cugina di parte materna, Luisa Picconi, con la quale però, dopo pochi mesi, arrivò a una dolorosa rottura. In questo periodo, fra l'altro, iniziò a comporre quella che sarà la sua ultima opera: La Wally.
Nel febbraio del 1890 si recò a Torino per la prima di Loreley, che ottenne un buon successo.
Nel 1891 venne ultimata la stesura de La Wally, che sarà rappresentata alla Scala di Milano il 20 gennaio dell'anno successivo con buon esito. Quest'opera testimonia palesemente un nuovo stile, apre la via a Giacomo Puccini e rimane fondamentale nell'evoluzione dell'opera lirica italiana. Gustav Mahler, che la diresse ad Amburgo nel 1893, la considerava "la migliore opera italiana". Nel 1892, dopo la prima scaligera, La Wally venne splendidamente ripetuta nel mese di settembre al Teatro del Giglio di Lucca, con la direzione di Arturo Toscanini, grande estimatore di Catalani. Nello stesso anno, il musicista lucchese ottenne due buoni successi anche al Teatro Carlo Felice di Genova: in febbraio con Loreley, e in autunno, quando venne nuovamente presentata La Wally. Successivamente, cominciò a pensare a un nuovo lavoro (Nella selva), che però, a causa della morte prematura, resterà allo stato di abbozzo.
Nell'estate del 1893, Catalani, prostrato dall'ormai cronica tisi (di cui erano già morti sia la sorella che il fratello), decise - come d'abitudine - di andare in montagna per ristabilirsi. Partì quindi per la Svizzera, ma a Chiasso (durante il viaggio) venne colpito da una violenta emottisi che lo costrinse a rientrare a Milano. Il 7 agosto 1893, dopo alcuni giorni di agonia, Alfredo Catalani, a soli 39 anni, moriva dopo una vita drammatica e tormentata. Due giorni dopo, venne provvisoriamente sepolto nel Cimitero Monumentale di Milano.
Soltanto il 16 marzo 1894, di fronte alle autorità cittadine, la salma verrà definitivamente traslata nella natia Lucca, presso il famedio del cimitero monumentale di Sant'Anna. Sarà solo a partire dal 1905 che Arturo Toscanini imporrà la ripresa delle sue opere. Catalani, quindi, riacquisterà fama nel corso del Novecento, almeno fino agli anni Settanta.
Nel 1954 a Lucca, sul Baluardo di San Paolino, è stato eretto un monumento alla memoria del grande compositore realizzato dallo scultore Francesco Petroni.

## Critica
Catalani fu musicista raffinato e dotato di squisita ispirazione, specie nei toni della mestizia e del languore. Le sue opere compensano con tali doti una certa debolezza di architettura drammatica.
Nonostante l'apprezzamento del pubblico, la critica ufficiale è spesso stata poco benevola verso Catalani, al quale è stato rimproverato di essere troppo "wagneriano". Non è certo un caso che due opere come Cavalleria rusticana e Pagliacci si siano affermate in modo più deciso rispetto alle coeve Loreley e La Wally. Giuseppe Verdi non provava entusiasmo per le opere di Catalani (definì La Wally "opera tedesca, priva di cuore e ispirazione"), ma nonostante ciò ordinò - dopo la morte del compositore - un busto da mettere nella casa di Sant'Agata.
Negli anni ottanta del XX secolo, il Teatro del Giglio di Lucca mise in scena una serie di opere di Catalani, alcune delle quali rarissime nei cartelloni (La Falce, Dejanice ed Edmea). Nei medesimi anni l'Associazione Musicale Lucchese, in collaborazione con l'Orchestra Lirico Sinfonica dello stesso Teatro del Giglio, riprese la Messa in mi minore per soli, coro e orchestra. Tuttavia l'ostracismo alla Scala di Claudio Abbado e il successivo disinteresse di Riccardo Muti, hanno fatto sì che oggi, in Italia, il compositore sia quasi dimenticato. Viceversa, dopo la rappresentazione de La Wally a Bregenz, nel 1991, Catalani è divenuto nel centro-Europa, nei paesi nordici e nei paesi slavi, un autore di normale repertorio. In anni recenti, sempre per iniziativa dell'Associazione Musicale Lucchese, sono stati eseguiti e registrati i Venti brani per pianoforte. Tra il 2017 e il 2018 il Teatro del Giglio di Lucca, insieme a quelli di Piacenza, Modena e Reggio Emilia, ha allestito una nuova produzione de La Wally, facendo riscoprire quest'opera al pubblico; erano ben 25 anni che la creazione più famosa di Catalani non veniva rappresentata nel teatro lucchese.

## Composizioni

### Opere liriche
- La falce, egloga orientale in un atto su libretto di Arrigo Boito (Milano, Conservatorio, 19 luglio 1875)
- Elda, dramma fantastico in quattro atti su libretto di Carlo d'Ormeville (Torino, Teatro Regio, 31 gennaio 1880; radicalmente revisionata e ripresentata con il titolo Loreley, a Torino, il 17 febbraio 1890)
- Dejanice, dramma lirico in quattro atti su libretto di Angelo Zanardini (Milano, Teatro alla Scala, 17 marzo 1883)
- Edmea dramma lirico in tre atti su libretto di Antonio Ghislanzoni (Milano, Teatro alla Scala, 27 febbraio 1886)
- Loreley, azione romantica in tre atti su libretto di Angelo Zanardini e Carlo d'Ormeville (Torino, Teatro Regio, 17 febbraio 1890)
- La Wally, dramma musicale in quattro atti su libretto di Luigi Illica (Milano, Teatro alla Scala, 20 gennaio 1892)

### Musica sinfonica
- Sinfonia a piena orchestra (1872)
- Il mattino, sinfonia romantica (1874)
- La notte, sinfonia romantica (1874)
- Contemplazione, preludio per orchestra (1878)
- Scherzo per orchestra (1878)
- Ero e Leandro, poema sinfonico (Teatro alla Scala di Milano, 9 maggio 1885)

### Musica corale
- Messa in mi minore per soli, coro e orchestra (1872)
- Exstase! - La primavera, per coro (1886/1887)

### Musica da camera
- Quartetto in la maggiore per archi (1873)
- Serenatella, per quartetto d'archi (1889)
- A sera, per quartetto d'archi (1890, poi confluito nell'opera La Wally)
- Quattordici liriche per canto e pianoforte (dal 1870 al 1893)

### Musica pianistica
- Venti brani per pianoforte (dal 1871 al 1890)

## Istituzioni
- II 17 agosto 2014 è stata inaugurata a Colognora di Pescaglia, all'interno del Museo Nazionale del Castagno, la Sala "Alfredo Catalani", primo museo al mondo dedicato al maestro lucchese, contenente oltre 30 lettere facenti parte della corrispondenza tra Catalani ed il Maestro Ugo Bassani, più altri cimeli.